# Elvesztettem páromat
Az Elvesztettem páromat kezdetű gyermekdal  Kiss Áron Magyar gyermekjáték gyűjtemény c. könyvében jelent meg 1891-ben.  A könyvben ugyanannak a szövegnek három dallamváltozata található meg. Az első erősen különbözik a másik kettőtől, míg az utóbbi kettő hasonló dallam moll ill. dúr változatban. E szócikk az utóbbi két változattal foglalkozik.
Mindkét dallamváltozatot éneklik Szegénylegény vagyok én kezdetű szöveggel is (lásd alább).

## Története
A  Magyar gyermekjáték gyűjtemény  214 tanító segítségével végzett gyermekdal-gyűjtés eredménye. Kodály Zoltán, Bartók Béla népdalgyűjtése mellett ez a könyv szolgált alapjául Kerényi György 1938-ban megjelent Száz népi játékdal című könyvének, melynek második része a cselekményük alapján rendszerezte az énekes játékokat. A második rész második fejezete a gyarapodó játékokról szól, közöttük első az Elvesztettem páromat című dal. Bartók Béla innen vette 1908–1909-ben írt Gyermekeknek című zongoradarab-sorozata két darabjának dallamát.
A játékban a gyermekek sorba állnak, velük szemben ketten énekelnek. Akinek a nevét éneklik, az a hívó mögé áll. Addig éneklik a dalt, amíg ketten nem maradnak, majd ellenkező irányban, újból kezdődik a játék.

## Kotta és dallam

### Moll-változat
Elvesztettem páromat,

szép eladó lányomat,

hopp ide, párom,

Kinga nevű lányom.
Az első kottasor egy másik változata átmenet a dúr-változatba:
Feldolgozások:
| Szerző            | Mire               | Mű                              | Előadás     |
| ----------------- | ------------------ | ------------------------------- | ----------- |
| Kerényi György    | két szólam         | Kétágú síp, 18. kotta           |             |
| Vásárhelyi Zoltán | két egynemű szólam | Erdő-mező, 25. kotta, 1. dal    |             |
| Bartók Béla       | zongora            | Gyermekeknek, I. kötet 3. darab | [ 4 ] [ 5 ] |
| Bartók Béla       | ének, zongora      | Pianoforte II. 36. dal          |             |
| Bárdos Lajos      | egynemű kar        | Icike-picike, 2. dal            |             |
| Petres Csaba      | két furulya        | Tarka madár, 27. kotta          |             |

### Dúr-változat
Feldolgozások:
| Szerző            | Mire        | Mű                               | Előadás     |
| ----------------- | ----------- | -------------------------------- | ----------- |
| Horusitzky Zoltán | két szólam  |                                  |             |
| Bartók Béla       | zongora     | Gyermekeknek, I. kötet 11. darab | [ 7 ] [ 8 ] |
| Weiner Leó        | zongora     | Öt kis zongoradarab, 3. darab    | [ 9 ]       |
| Petres Csaba      | két furulya | Tarka madár, 8. kotta            |             |

### Más szöveg
| Szegénylegény vagyok én, erdőn, mezőn járok én, krajcárom sincsen, elszakadt az ingem. | Van egy lyukas nadrágom, Folt is rajt huszonhárom, Ég alatt hálok, Jobb időket várok. |

## Felvételek

### Moll-változat
- Zongoraiskola 1 / 22. gyakorlat (Elvesztettem páromat...). Előadja: Juhász Balázs  YouTube (2014. augusztus 1.)  (Hozzáférés: 2016. március 14.) (videó)
- Elvesztettem páromat. YouTube (2015. június 3.)  (Hozzáférés: 2016. március 14.) (videó) zongoradarab Bartók Béla feldolgozása alapján.

### Dúr-változat
- Elvesztettem páromat. OviTeve  YouTube (2012. szeptember 26.)  (Hozzáférés: 2016. március 14.) (videó)